# Конон (Арэмеску-Донич)
Митрополи́т Ко́нон (рум. Mitropolit Conon, в миру Конон Арэмеску-Донич, рум. Konon Arămescu-Donici; 2 февраля 1837, Узич-Аремешть, жудец Нямц— 7 августа 1922, Бухарест) — митрополит-примас (предстоятель) Румынской Православной Церкви с 1912 по 1918 год. Был вынужден уйти в отставку из-за обвинений в сотрудничестве с немецкими оккупационными войсками.

## Биография
Родился в селе Узич-Аремешть (сейчас жудец Нямц в Румынии) в семье священнослужителя. В 1857 году окончил семинарию в Нямецкой лавре, был пострижен в монашество и позднее рукоположен во иеродиакона в монастыре Сокола. Преподавал в школах и семинариях в Яссах. В 1880—1885 годах обучался в Черновицком университете в Австро-Венгрии, где получил степень доктора богословия.
7 июля 1895 года был хиротонисан во епископа Бэкэуского викария Молдавской митрополии. 8 февраля 1902 года назначен епископом Хушским (интронизован 3 марта 1902). 14 февраля 1912 года избран митрополитом-примасом Румынской Православной Церкви. Интронизация состоялась 19 февраля того же года.
В 1916 году Румыния вступила в Первую мировую войну на стороне Антанты, но вскоре проиграла битву при Бухаресте, потеряв контроль над своей столицей. Румынское правительство бежало в Яссы, но митрополит остался в оккупированном городе. Немецкие власти убедили его подписать письмо к православным верующим в Молдавии, которое было написано левым румынским священником Галактионом Гала и позднее отредактировано немцами, с призывом не оказывать сопротивление немецким войскам. Письмо распространялось в агитационных боеприпасах, сбрасываемых в румынские окопы.
После окончания Первой мировой войны Конон был обвинён в сотрудничестве с оккупантами и вынужден уйти в отставку 1 декабря 1919 года. Умер 7 августа 1922 года в Бухаресте. Похоронен в монастыре Черника.